# Julian Schwinger
Julian Seymour Schwinger (New York, 12 febbraio 1918 – Los Angeles, 16 luglio 1994) è stato un fisico e matematico statunitense.
Fisico teorico tra i più importanti del XX secolo, insignito del premio Nobel, il suo contributo è stato fondamentale per lo sviluppo della teoria quantistica dei campi, con particolare applicazione all'elettrodinamica quantistica.
Ha formulato la teoria delle perturbazioni relativisticamente invariante e ha effettuato la rinormalizzazione al primo ordine della QED. Il suo metodo di calcolo basato sul principio variazionale ha permesso di derivare le equazioni del moto per i campi quantistici. È stato il primo a ipotizzare un modello di unificazione elettrodebole e a proporre un esempio di confinamento in 1+1 dimensioni. Gli si devono anche la teoria delle generazioni di neutrini, i termini di Schwinger e la teoria dei campi con spin 3/2.

## Biografia
Nato e cresciuto a New York, figlio d'immigrati polacchi d'origine ebraica ashkenazita, fin da giovane dimostrò un fortissimo interesse e una spiccata attitudine nello studio della fisica, e a soli sedici anni pubblicò il suo primo lavoro. Frequentò il City College di New York, per poi trasfersi alla Columbia University, dove nel 1936 conseguì il Bachelor of Arts. Nel 1939 ottenne il dottorato, con Isidor Isaac Rabi, discutendo una tesi sulla diffusione dei neutroni. Lavorò alla University of California, Berkeley con Robert Oppenheimer, quindi ottenne un incarico alla Purdue University. Più tardi collaborò con Eugene Wigner al Metallurgical Laboratory dell'Università di Chicago, per il progetto Manhattan. Schwinger non volle implicarsi nel progetto sulla bomba atomica, lasciò Chicago e si trasferì a Boston lavorando con George Eugene Uhlenbeck al Radiation Laboratory del MIT. Qui diede  supporto teorico allo sviluppo del radar e dopo la guerra lasciò l'Università di Purdue per passare alla Harvard University, dove insegnò dal 1945 al 1974. Per i suoi studi sull'elettrodinamica quantistica ottenne nel 1965 il Premio Nobel per la fisica con Richard Feynman e Sin-Itiro Tomonaga.

### Contributi scientifici
Avendo approfonditamente studiato le funzioni di Green durante i suoi lavori sul radar, Schwinger le estese alla teoria quantistica dei campi locale, riformulandola in termini relativisticamente invarianti. Ciò gli permise di calcolare in modo inequivocabile le prime correzioni perturbative del momento magnetico dell'elettrone. I primi lavori non-covarianti sull'elettrodinamica quantistica, infatti, avevano condotto a termini infiniti quindi a problemi di divergenza, ma la scoperta di un'ulteriore simmetria, basata sul cosiddetto metodo del tempo proprio, gli permise di isolare i termini finiti corretti ed evitare così divergenze. Con questa tecnica di regolarizzazione, Schwinger sviluppò la teoria della rinormalizzazione, che permette di formulare in modo disambiguo l'elettrodinamica quantistica al primo ordine perturbativo.

## Alcuni lavori
- Julian Schwinger, "On Quantum-Electrodynamics and the Magnetic Moment of the Electron",  Physical Review 73, 416–417 (1948).
- Julian Schwinger, "On Gauge Invariance and Vacuum Polarization" Physical Review,  82, 664–679 (1951).